# 黒瀬浩二
黒瀬 浩二（くろせ こうじ、5月26日）は、日本の男性声優。東京都出身。以前は劇団21世紀FOXに所属していた。

## 出演作品

### テレビアニメ
1991年
- ジャンケンマン（ペッチャクチャ[1]）

1992年
- 姫ちゃんのリボン（カン太郎）

1995年
- 鬼神童子ZENKI（野次馬）

1996年
- 快傑ゾロ（フィガロ）
- 天空のエスカフローネ（ヤモリ人）

1999年
- 魔法使いTai!（沢野口栄）

2000年
- サクラ大戦TV

### OVA
1993年
- 爆炎CAMPUSガードレス

1996年
- パンツァードラグーン（兵士）